# Controcorrente (programma televisivo)
Controcorrente è stato un programma televisivo italiano di genere talk show, politico e rotocalco, andato in onda su Rete 4 dal 26 luglio 2021 al 3 settembre 2023 ideato e condotto da Veronica Gentili (sostituita da Alessandra Viero il 9, il 10 luglio, dal 28 luglio al 2 agosto, dall'11 al 14 agosto, dal 22 dicembre 2022 all'8 gennaio, il 16 aprile, il 1º, il 2 luglio, dal 16 al 18 e dal 21 agosto al 3 settembre 2023, da Marcello Vinonuovo il 22, il 23 aprile, l'8 e il 9 luglio dello stesso anno e da Sabrina Scampini il 24, il 25 giugno, il 22, il 23 luglio, il 5, il 6, dal 12 al 14, il 19 e il 20 agosto dello stesso anno). Inizialmente trasmesso in prima serata, dall'11 settembre 2021 al 3 settembre 2023 è stato trasmesso nella fascia dell'access prime time ogni sabato e domenica e per tutta la settimana nel periodo estivo e nelle feste natalizie. Il programma ha avuto due edizioni e veniva trasmesso in diretta dallo studio 1 del Centro Safa Palatino di Roma.

## Il programma
Il programma, nato per sostituire il programma Stasera Italia - Weekend (spin-off del programma Stasera Italia, andato in onda su Rete 4 dall'8 settembre 2018 al 24 dicembre 2023), ideato dalla stessa Gentili con Alessandro Usai, curato dalla testata giornalistica italiana Videonews e prodotto dal TG4 e RTI, era composto da interviste fatte ad ospiti in studio e in collegamento, oltre che da servizi giornalistici successivamente corredati dalle domande della conduttrice agli ospiti.

### Studi televisivi
| Studio televisivo                       | Edizioni | Edizioni | Totale |
| Studio televisivo                       | 1ª       | 2ª       | Totale |
| --------------------------------------- | -------- | -------- | ------ |
| Studio 1 del Centro Safa Palatino, Roma |          |          | 2      |

## Edizioni
| Edizione  | Edizione | Anno              | Conduzione       | Conduzione       | Conduzione         | Conduzione       | Periodo           | Periodo        | Puntate           | Puntate      | Puntate  | Regia         | Studio                                  |
| Edizione  | Edizione | Anno              | Conduzione       | Conduzione       | Conduzione         | Conduzione       | Inizio            | Fine           | Access prime time | Prima serata | Speciali | Regia         | Studio                                  |
| --------- | -------- | ----------------- | ---------------- | ---------------- | ------------------ | ---------------- | ----------------- | -------------- | ----------------- | ------------ | -------- | ------------- | --------------------------------------- |
|           | 1ª       | 2021              | Veronica Gentili | Veronica Gentili | Veronica Gentili   | Veronica Gentili | 26 luglio 2021    | 30 agosto 2021 | –                 | 6            | –        | Donato Pisani | Studio 1 del Centro Safa Palatino, Roma |
| 2021-2022 | 1ª       | 11 settembre 2021 | Veronica Gentili | Veronica Gentili | Veronica Gentili   | Veronica Gentili | 19 giugno 2022    | 91             | –                 | 3            |          | Donato Pisani | Studio 1 del Centro Safa Palatino, Roma |
| Estate    | 2022     | Veronica Gentili  | Alessandra Viero | Non presente     | Non presente       | 20 giugno 2022   | 11 settembre 2022 | 83             | –                 | 5            |          | Donato Pisani | Studio 1 del Centro Safa Palatino, Roma |
|           | 2ª       | Veronica Gentili  | Alessandra Viero | 2022-2023        | Marcello Vinonuovo | Non presente     | 17 settembre 2022 | 18 giugno 2023 | –                 | 5            | 88       | Donato Pisani | Studio 1 del Centro Safa Palatino, Roma |
| Estate    | 2023     | Veronica Gentili  | Alessandra Viero | Sabrina Scampini | Marcello Vinonuovo | 19 giugno 2023   | 3 settembre 2023  | 76             | –                 | –            |          | Donato Pisani | Studio 1 del Centro Safa Palatino, Roma |

### Prima edizione (2021-2022)
Prima parte (2021)
La prima parte della prima edizione di Controcorrente, con la conduzione di Veronica Gentili, è andata in onda ogni lunedì in prima serata su Rete 4 dal 26 luglio al 30 agosto 2021, in diretta dallo studio 1 del Centro Safa Palatino di Roma.
Seconda parte (2021-2022)
Dopo il ritorno del programma Quarta Repubblica con la conduzione di Nicola Porro, il programma è tornato in onda su Rete 4 dall'11 settembre 2021 al 19 giugno 2022 ogni sabato e domenica nella fascia dell'access prime time dalle 20:30 alle 21:25 (preceduto alle 20:25 da un'anteprima, subito dopo la soap opera Tempesta d'amore), sempre con la conduzione di Veronica Gentili, in diretta dallo studio 1 del Centro Safa Palatino di Roma, sostituendo Stasera Italia - Weekend. Dal 23 dicembre 2021 al 9 gennaio 2022, durante le feste natalizie, il programma è stato trasmesso per tutta la settimana in sostituzione del programma Stasera Italia con la conduzione di Barbara Palombelli. Il 29 gennaio 2022, nel preserale dalle 19:50 alle 20:25, è andata in onda una puntata speciale dedicata all'elezione del Presidente della Repubblica Italiana, intitolata Controcorrente Quirinale. Il 26 febbraio dalle 21:25 alle 22:35 e il 9 aprile 2022, in prima serata dalle 21:10 alle 22:40, sono andate in onda due puntate speciali dedicate alla crisi russo-ucraina, intitolate Controcorrente Speciale - Guerra in Ucraina e condotta da Veronica Gentili.
Estate (2022)
L'edizione estiva della prima edizione di Controcorrente, sempre con la conduzione di Veronica Gentili (sostituita da Alessandra Viero il 9, il 10 luglio, dal 28 luglio al 2 agosto e dall'11 al 14 agosto 2022), è andata in onda dal 20 giugno all'11 settembre 2022, durante il periodo estivo per tutta la settimana nella fascia dell'access prime time dalle 20:30 alle 21:25 in sostituzione del programma Stasera Italia con la conduzione di Barbara Palombelli, in diretta dallo studio 1 del Centro Safa Palatino di Roma. Dal 2 al 23 agosto 2022, in prima serata dalle 21:25 alle 23:35, sono andate in onda cinque puntate speciali dedicate alle elezioni politiche in Italia del 25 settembre 2022 (tutte le puntate sono andate in onda di martedì, mentre la quarta puntata del 21 agosto è andata in onda di domenica), intitolate Controcorrente Speciale e condotte da Alessandra Viero il 2 agosto e da Veronica Gentili il 9, il 16, il 21 e il 23 agosto.

### Seconda edizione (2022-2023)
La seconda edizione di Controcorrente, sempre con la conduzione di Veronica Gentili (sostituita da Alessandra Viero dal 22 dicembre 2022 all'8 gennaio e il 16 aprile 2023 e da Marcello Vinonuovo il 22 e il 23 aprile dello stesso anno), è andata in onda su Rete 4 dal 17 settembre 2022 al 18 giugno 2023, ogni sabato e domenica nella fascia dell'access prime time dalle 20:30 alle 21:25, in diretta dallo studio 1 del Centro Safa Palatino di Roma. Il 22 ottobre 2022, in prima serata dalle 21:25 alle 23:10, è andata in onda una puntata speciale dedicata all'incarico di governo a Giorgia Meloni, intitolata Controcorrente Speciale e condotta da Veronica Gentili. Dal 22 dicembre 2022 all'8 gennaio 2023, durante le feste natalizie, il programma è stato trasmesso per tutta la settimana in sostituzione del programma Stasera Italia con la conduzione di Barbara Palombelli, mentre la conduttrice Veronica Gentili è stata sostituita alla conduzione da Alessandra Viero. Il 31 dicembre 2022, in prima serata dalle 20:50 alle 22:30, è andata in onda una puntata speciale dedicata alla morte del papa emerito Benedetto XVI, intitolata Controcorrente - Addio a Papa Benedetto XVI e condotta da Alessandra Viero. Il 25 febbraio 2023, in prima serata dalle 21:25 alle 22:40, è andata in onda una puntata speciale dedicata al primo anniversario dell'invasione russa dell'Ucraina, intitolata Controcorrente - Un anno di guerra. Il 20 e il 21 maggio 2023, in prima serata dalle 21:25 alle 22:40, sono andate in onda due puntate speciali dedicate all'alluvione dell'Emilia-Romagna, intitolate Controcorrente Speciale e condotta da Veronica Gentili.
Estate (2023)
L'edizione estiva della seconda edizione di Controcorrente, sempre con la conduzione di Veronica Gentili (sostituita da Sabrina Scampini il 24, il 25 giugno, il 22, il 23 luglio, il 5, il 6, dal 12 al 14, il 19 e il 20 agosto 2023, da Alessandra Viero il 1º, il 2 luglio, dal 16 al 18 e dal 21 agosto al 3 settembre dello stesso anno e da Marcello Vinonuovo l'8 e il 9 luglio dello stesso anno), è andata in onda dal 19 giugno al 3 settembre 2023, durante il periodo estivo per tutta la settimana nella fascia dell'access prime time dalle 20:30 alle 21:25 in sostituzione del programma Stasera Italia con la conduzione di Barbara Palombelli, in diretta dallo studio 1 del Centro Safa Palatino di Roma. Al termine della puntata dell'11 agosto 2023 la conduttrice Veronica Gentili aveva annunciato in diretta che, per condurre Le Iene su Italia 1, ha deciso di lasciare il programma, affidando la conduzione, fino al 3 settembre, ai colleghi che l'avevano sostituita, per poi essere sostituito dal ritorno di Stasera Italia - Weekend, stavolta con la conduzione di Augusto Minzolini.

## Speciali
| Puntata | Anno | Conduzione       | Titolo                                      | Messa in onda    | Argomenti della puntata                              | Orario      | Programmazione | Programmazione | Programmazione | Programmazione | Programmazione | Programmazione | Programmazione | Collocazione | Studio                                  | Ascolti        | Ascolti | Ascolti |
| Puntata | Anno | Conduzione       | Titolo                                      | Messa in onda    | Argomenti della puntata                              | Orario      | L              | M              | M              | G              | V              | S              | D              | Collocazione | Studio                                  | Telespettatori | Share   | Fonte   |
| ------- | ---- | ---------------- | ------------------------------------------- | ---------------- | ---------------------------------------------------- | ----------- | -------------- | -------------- | -------------- | -------------- | -------------- | -------------- | -------------- | ------------ | --------------------------------------- | -------------- | ------- | ------- |
| 1       | 2022 | Veronica Gentili | Controcorrente Quirinale                    | 29 gennaio 2022  | Elezione del presidente della Repubblica Italiana    | 19:50-20:25 |                |                |                |                |                |                |                | Preserale    | Studio 1 del Centro Safa Palatino, Roma | 832 000        | 3,46%   | [ 14 ]  |
| 2       | 2022 | Veronica Gentili | Controcorrente Speciale - Guerra in Ucraina | 26 febbraio 2022 | Crisi russo-ucraina                                  | 21:25-22:35 | Prima serata   | 806 000        | 3,60%          | [ 15 ]         |                |                |                |              | Studio 1 del Centro Safa Palatino, Roma |                |         |         |
| 3       | 2022 | Veronica Gentili | Controcorrente Speciale - Guerra in Ucraina | 9 aprile 2022    | Crisi russo-ucraina                                  | 21:10-22:40 | Prima serata   | 676 000        | 3,10%          | [ 16 ]         |                |                |                |              | Studio 1 del Centro Safa Palatino, Roma |                |         |         |
| 4       | 2022 | Alessandra Viero | Controcorrente Speciale                     | 2 agosto 2022    | Elezioni politiche in Italia del 25 settembre 2022   | 21:25-23:35 | Prima serata   |                |                | 800 000        | 5,70%          | [ 17 ]         |                |              | Studio 1 del Centro Safa Palatino, Roma |                |         |         |
| 5       | 2022 | Veronica Gentili | Controcorrente Speciale                     | 9 agosto 2022    | Elezioni politiche in Italia del 25 settembre 2022   | 21:25-23:35 | Prima serata   | 701 000        | 5,30%          | [ 18 ]         |                |                |                |              | Studio 1 del Centro Safa Palatino, Roma |                |         |         |
| 6       | 2022 | Veronica Gentili | Controcorrente Speciale                     | 16 agosto 2022   | Elezioni politiche in Italia del 25 settembre 2022   | 21:25-23:35 | Prima serata   | 804 000        | 6,40%          | [ 19 ]         |                |                |                |              | Studio 1 del Centro Safa Palatino, Roma |                |         |         |
| 7       | 2022 | Veronica Gentili | Controcorrente Speciale                     | 21 agosto 2022   | Elezioni politiche in Italia del 25 settembre 2022   | 21:25-23:35 | Prima serata   |                |                | 664 000        | 5,30%          | [ 20 ]         |                |              | Studio 1 del Centro Safa Palatino, Roma |                |         |         |
| 8       | 2022 | Veronica Gentili | Controcorrente Speciale                     | 23 agosto 2022   | Elezioni politiche in Italia del 25 settembre 2022   | 21:25-23:35 | Prima serata   |                |                | 823 000        | 6,20%          | [ 21 ]         |                |              | Studio 1 del Centro Safa Palatino, Roma |                |         |         |
| 9       | 2022 | Veronica Gentili | Controcorrente Speciale                     | 22 ottobre 2022  | Notizie sull'incarico di governo a Giorgia Meloni    | 21:25-23:10 | Prima serata   |                |                | 469 000        | 2,60%          | [ 22 ]         |                |              | Studio 1 del Centro Safa Palatino, Roma |                |         |         |
| 10      | 2022 | Alessandra Viero | Controcorrente - Addio a Papa Benedetto XVI | 31 dicembre 2022 | Morte del papa emerito Benedetto XVI                 | 20:50-22:30 | Prima serata   | 345 000        | 2,20%          | [ 23 ]         |                |                |                |              | Studio 1 del Centro Safa Palatino, Roma |                |         |         |
| 11      | 2023 | Veronica Gentili | Controcorrente - Un anno di guerra          | 25 febbraio 2023 | Primo anniversario dell'invasione russa dell'Ucraina | 21:25-22:40 | Prima serata   | 549 000        | 3,00%          | [ 24 ]         |                |                |                |              | Studio 1 del Centro Safa Palatino, Roma |                |         |         |
| 12      | 2023 | Veronica Gentili | Controcorrente Speciale                     | 20 maggio 2023   | Alluvione dell'Emilia-Romagna                        | 21:25-22:40 | Prima serata   | 687 000        | 3,70%          | [ 25 ]         |                |                |                |              | Studio 1 del Centro Safa Palatino, Roma |                |         |         |
| 13      | 2023 | Veronica Gentili | Controcorrente Speciale                     | 21 maggio 2023   | Alluvione dell'Emilia-Romagna                        | 21:25-22:40 | Prima serata   |                |                | 765 000        | 4,00%          | [ 26 ]         |                |              | Studio 1 del Centro Safa Palatino, Roma |                |         |         |

## Audience
| Edizione  | Edizione | Rete televisiva | Anno             | Stagione    | Orario      | Durata  | Programmazione | Programmazione | Programmazione | Programmazione | Programmazione   | Programmazione | Programmazione    | Collocazione | Media auditel  | Media auditel |
| Edizione  | Edizione | Rete televisiva | Anno             | Stagione    | Orario      | Durata  | L              | M              | M              | G              | V                | S              | D                 | Collocazione | Telespettatori | Share         |
| --------- | -------- | --------------- | ---------------- | ----------- | ----------- | ------- | -------------- | -------------- | -------------- | -------------- | ---------------- | -------------- | ----------------- | ------------ | -------------- | ------------- |
|           | 1ª       | Rete 4          | 2021             | estate      | 21:25-00:10 | 140 min |                |                |                |                |                  |                |                   | Prima serata | 824 000        | 5,40%         |
| 2021-2022 | 1ª       | Rete 4          | estate-primavera | 20:30-21:25 | 55 min      | [ N 8 ] | [ N 8 ]        | [ N 8 ]        | [ N 8 ]        | [ N 8 ]        |                  |                | Access prime time | 1 022 000    | 6,10%          |               |
| Estate    | 2022     | Rete 4          | primavera-estate | 20:30-21:25 | 55 min      | [ N 8 ] | [ N 8 ]        | [ N 8 ]        | [ N 8 ]        | [ N 8 ]        | 998 000          | 6,02%          | Access prime time |              |                |               |
|           | 2ª       | Rete 4          | 2022-2023        | 20:30-21:25 | 55 min      | [ N 8 ] | [ N 8 ]        | [ N 8 ]        | [ N 8 ]        | [ N 8 ]        | estate-primavera | 786 000        | Access prime time | 5,23%        |                |               |
| Estate    | 2023     | Rete 4          | primavera-estate | 20:30-21:25 | 55 min      | [ N 8 ] | [ N 8 ]        | [ N 8 ]        | [ N 8 ]        | [ N 8 ]        | 826 000          | 5,02%          | Access prime time |              |                |               |

## Sigla
La sigla del programma si chiamava Circo Italia ed era un jingle creato appositamente dal collettivo musicale Woodmoon, formato da Kristian Sensini e Jan Mozzorecchia.

## Spin-off
- Controcorrente - Prima serata, spin-off di Controcorrente andato in onda in prima serata su Rete 4 dal 19 settembre 2021[27] al 17 maggio 2023 con la conduzione di Veronica Gentili, (sostituita da Alessandra Viero il 28 dicembre 2022 e il 4 gennaio 2023 e da Marcello Vinonuovo il 19 aprile dello stesso anno).